# Spinimegopis cingalensis
Spinimegopis cingalensis là một loài bọ cánh cứng trong họ Cerambycidae.